# Giovanna Epis
Giovanna Epis (née à Venise le 11 octobre 1988) est une coureuse de fond italienne, qui a participé aux Championnats du monde de semi-marathon de l'IAAF 2018 . Elle a été médaillée de bronze avec l' équipe italienne lors de la Coupe d'Europe du 10 000 m à Londres en 2019. En 2019, elle a participé au marathon féminin aux Championnats du monde d'athlétisme 2019 qui se sont tenus à Doha, au Qatar. Elle n'a pas terminé sa course. Elle a participé aux Jeux olympiques d'été de 2020 sur l'épreuve du marathon.

## Biographie
Le 7 avril 2019, établissant son record personnel au marathon de Rotterdam avec un temps de 2:29:11, elle a atteint la limite  pour les Jeux olympiques de Tokyo 2020, qui a été fixée à 2:29:30.

## Progression
Marathon
En 2015, Giovanna Epis  a disputé son premier marathon, réussissant à s'améliorer par la suite six fois de suite.
| An   | Date  | Position | Temps   | Lieu               | Marathon                      | Noter |
| ---- | ----- | -------- | ------- | ------------------ | ----------------------------- | ----- |
| 2020 | 13/12 | 1re      | 2:28:03 | Reggio nell'Emilia | Championnats Nationaux        | PB    |
| 2019 | 07/04 | 6e       | 2:29:11 | Rotterdam          | Marathon de Rotterdam         |       |
| 2018 | 25/02 | 6e       | 2:29:41 | Villa              | Marathon de Séville           |       |
| 2017 | 15/10 | 9e       | 2:32:31 | Amsterdam          | Marathon d'Amsterdam          |       |
| 2017 | 02/04 | 6e       | 2:34:13 | Milan              | Marathon de la ville de Milan |       |
| 2016 | 30/10 | 11e      | 2:35:37 | Francfort          | Marathon de Francfort         |       |
| 2016 | 10/04 | 4e       | 2:38:20 | Rome               | Marathon de Rome              |       |
| 2015 | 29/11 | 5e       | 2:39:28 | Florence           | Marathon de Florence          |       |

## Palmarès
| Année | Compétition                                     | Lieu       | Position | Épreuve         | Temps         | Remarques |
| ----- | ----------------------------------------------- | ---------- | -------- | --------------- | ------------- | --------- |
| 2009  | Championnats d'Europe espoirs d'athlétisme 2009 | Kaunas     | 17e      | 10 000 mètres   | 36:45.18      |           |
| 2011  | Universiades                                    | Shenzen    | 7e       | 10 000 mètres   | 35:46.28      |           |
| 2018  | Championnats de semi-marathon                   | Valence    | 40e      | Semi marathon   | 1:12:27       | PB        |
| 2018  | Coupe d'Europe du 10 000 m                      | Londres    | 27e      | 10 000 mètres   | 33:14.71      | PB        |
| 2018  | Coupe d'Europe du 10 000 m                      | Londres    | 7e       | équipe 10 000 m | 1:42:43.18    |           |
| 2019  | Coupe d'Europe du 10 000 m                      | Londres    | 25e      | 10 000 mètres   | 32:59.16      | PB        |
| 2019  | Coupe d'Europe du 10 000 m                      | Londres    | 3e       | équipe 10 000 m | 1:38:13.80    |           |
| 2021  | Coupe d'Europe du 10 000 m                      | Birmingham | 15e      | 10 000 mètres   | 33:02.23      | .         |
| 2021  | Coupe d'Europe du 10 000 m                      | Birmingham | 2e       | équipe 10 000 m | 1:39:32.49    |           |
| 2022  | Jeux méditerranéens                             | Oran       | 1re      | Semi-marathon   | 1 h 13 min 47 |           |